# التهاب الجنبة والرئة
الْتِهابُ الجَنَبَةِ والرِّئَة هو التهاب الرئتين والجنبة؛ بينما التهاب الجنبة أو الشوصة يُطلق على التهاب الجنبة وحده.